# Cyryl (Diamandakis)
Cyryl, imię świeckie Jeorjos Diamandakis (ur. 19 lipca 1971 w Kato Asites) – grecki duchowny prawosławny w jurysdykcji Patriarchatu Konstantynopola, od 2016 metropolita Jerapetry w Autonomicznym Kościele Krety.

## Życiorys
W 1998 przyjął święcenia prezbiteratu. 17 października 2016 otrzymał chirotonię biskupią.